# Roma Volley Club 2021-2022 (femminile)
Questa voce raccoglie le informazioni riguardanti la Roma Volley Club nelle competizioni ufficiali della stagione 2021-2022.

## Stagione
Nella stagione 2021-22 la Roma Volley Club assume la denominazione sponsorizzata di Acqua & Sapone Roma Volley Club.
Partecipa per la prima volta alla Serie A1; chiude la regular season di campionato al tredicesimo posto in classifica, retrocedendo in Serie A2.

## Organigramma societario
Area direttiva
- Presidente: Pietro Miele

Area tecnica
- Allenatore: Stefano Saja (fino al 1º febbraio 2022), Andrea Mafrici (dal 1º febbraio 2022)
- Allenatore in seconda: Matteo Pentassuglia (dal 5 febbraio 2022)
- Scout man: Alessio Contrario
- Assistente tecnico: Emiliano Virgadavola

## Rosa
| N° | Nome                | Ruolo | Data di nascita  | Nazionalità sportiva |
| -- | ------------------- | ----- | ---------------- | -------------------- |
| 1  | Giorgia Avenia      | P     | 4 aprile 1994    | Italia               |
| 2  | Veronika Trnková    | C     | 13 ottobre 1995  | Rep. Ceca            |
| 3  | Giulia Bucci        | L     | 8 maggio 2002    | Italia               |
| 4  | Madison Bugg        | P     | 4 agosto 1994    | Stati Uniti          |
| 5  | Dobriana Rabadžieva | S     | 14 giugno 1991   | Bulgaria             |
| 6  | Agnese Cecconello   | C     | 6 novembre 1999  | Italia               |
| 7  | Maila Venturi       | L     | 23 ottobre 1996  | Italia               |
| 8  | Lena Stigrot        | S     | 20 dicembre 1994 | Germania             |
| 9  | Valeria Papa        | S     | 9 settembre 1989 | Italia               |
| 10 | Alice Pamio         | S     | 15 gennaio 1998  | Italia               |
| 11 | Hanna Klimec        | O     | 4 marzo 1998     | Bielorussia          |
| 12 | Alessia Arciprete   | S     | 6 settembre 1997 | Italia               |
| 15 | Sofia Rebora        | C     | 23 febbraio 1993 | Italia               |
| 17 | Clara Decortes      | O     | 7 marzo 1996     | Italia               |

## Mercato
| Acquisti | Acquisti            | Acquisti          | Acquisti   |
| R.       | Nome                | da                | Modalità   |
| -------- | ------------------- | ----------------- | ---------- |
| P        | Giorgia Avenia      | Cutrofiano        | definitivo |
| P        | Madison Bugg        | ASPTT Mulhouse    | definitivo |
| C        | Agnese Cecconello   | Savino Del Bene   | definitivo |
| O        | Hanna Klimec        | Dinamo Mosca      | definitivo |
| S        | Alice Pamio         | Megavolley        | definitivo |
| S        | Dobriana Rabadžieva | Türk Hava Yolları | definitivo |
| S        | Lena Stigrot        | Dresdner          | definitivo |
| L        | Maila Venturi       | San Casciano      | definitivo |
| C        | Veronika Trnková    | Dukla Liberec     | definitivo |

| Cessioni | Cessioni            | Cessioni              | Cessioni   |
| R.       | Nome                | a                     | Modalità   |
| -------- | ------------------- | --------------------- | ---------- |
| S        | Anna Adelusi        | Club Italia           | definitivo |
| C        | Asia Cogliandro     | Talmassons            | definitivo |
| C        | Claudia Consoli     | Adolfo Consolini      | definitivo |
| O        | Bintu Diop          | Wealth Planet Perugia | definitivo |
| S        | Linda Giugovaz      | Perugia               | definitivo |
| P        | Gaia Guiducci       | Wealth Planet Perugia | definitivo |
| S        | Valeria Papa        | Potsdam               | definitivo |
| P        | Roberta Purashaj    | Soverato              | definitivo |
| S        | Dobriana Rabadžieva | -                     | svincolata |
| L        | Ilaria Spirito      | Cuneo Granda          | definitivo |

## Risultati

### Serie A1

#### Girone di andata
| 1ª giornata - 10 ottobre 2021 PalaCastagnaretta, Cuneo        | Cuneo Granda          | 0 - 3 | Roma Club       | 20-25, 21-25, 24-26               |
| 2ª giornata - 17 ottobre 2021 Palazzo dello Sport, Roma       | Roma Club             | 0 - 3 | Imoco           | 21-25, 15-25, 24-26               |
| 3ª giornata - 20 ottobre 2021 Palazzo dello Sport, Roma       | Roma Club             | 1 - 3 | Casalmaggiore   | 24-26, 18-25, 25-23, 21-25        |
| 4ª giornata - 23 ottobre 2021 PalaEvangelisti, Perugia        | Wealth Planet Perugia | 3 - 0 | Roma Club       | 25-19, 26-24, 25-22               |
| 5ª giornata - 1º novembre 2021 Palazzo dello Sport, Roma      | Roma Club             | 3 - 1 | San Casciano    | 19-25, 25-23, 25-20, 25-17        |
| 6ª giornata - 6 novembre 2021 PalaMaddalene, Chieri           | Chieri '76            | 3 - 0 | Roma Club       | 25-20, 25-20, 25-17               |
| 7ª giornata - 14 novembre 2021 Palazzo dello Sport, Roma      | Roma Club             | 0 - 3 | Pro Victoria    | 22-25, 18-25, 22-25               |
| 8ª giornata - 21 novembre 2021 PalaTerdoppio, Novara          | AGIL                  | 3 - 0 | Roma Club       | 25-23, 25-22, 25-18               |
| 9ª giornata - 27 novembre 2021 Palazzo dello Sport, Roma      | Roma Club             | 3 - 2 | Bergamo 1991    | 20-25, 25-14, 14-25, 25-14, 15-13 |
| 10ª giornata - 5 dicembre 2021 Palazzo dello Sport, Roma      | Roma Club             | 1 - 3 | Savino Del Bene | 21-25, 23-25, 25-18, 27-29        |
| 11ª giornata - 12 dicembre 2021 PalaPiantanida, Busto Arsizio | UYBA                  | 3 - 0 | Roma Club       | 25-22, 25-17, 25-23               |
| 12ª giornata - 18 dicembre 2021 PalaSanbapolis, Trento        | Trentino Rosa         | 3 - 0 | Roma Club       | 25-23, 25-15, 25-22               |
| 13ª giornata - 30 marzo 2022 Palazzo dello Sport, Roma        | Roma Club             | 1 - 3 | Megavolley      | 25-21, 19-25, 22-25, 23-25        |

#### Girone di ritorno
| 14ª giornata - 2 marzo 2022 Palazzo dello Sport, Roma          | Roma Club       | 2 - 3 | Cuneo Granda          | 21-25, 26-24, 25-22, 17-25, 14-16 |
| 15ª giornata - 16 gennaio 2022 PalaVerde, Villorba             | Imoco           | 3 - 0 | Roma Club             | 25-16, 25-21, 25-17               |
| 16ª giornata - 22 gennaio 2022 PalaRadi, Cremona               | Casalmaggiore   | 2 - 3 | Roma Club             | 25-22, 29-31, 25-18, 19-25, 9-15  |
| 17ª giornata - 30 gennaio 2022 Palazzo dello Sport, Roma       | Roma Club       | 1 - 3 | Wealth Planet Perugia | 25-17, 29-31, 19-25, 22-25        |
| 18ª giornata - 5 febbraio 2022 PalaWanny, Firenze              | San Casciano    | 2 - 3 | Roma Club             | 25-20, 22-25, 25-21, 21-25, 12-15 |
| 19ª giornata - 13 febbraio 2022 Palazzo dello Sport, Roma      | Roma Club       | 3 - 1 | Chieri '76            | 26-24, 26-24, 21-25, 25-15        |
| 20ª giornata - 20 febbraio 2022 Palazzetto dello Sport, Monza  | Pro Victoria    | 3 - 0 | Roma Club             | 25-19, 25-21, 25-18               |
| 21ª giornata - 27 febbraio 2022 Palazzo dello Sport, Roma      | Roma Club       | 1 - 3 | AGIL                  | 25-22, 18-25, 21-25, 19-25        |
| 22ª giornata - 6 marzo 2022 Palazzetto dello sport, Bergamo    | Bergamo 1991    | 3 - 0 | Roma Club             | 25-23, 31-29, 25-19               |
| 23ª giornata - 12 marzo 2022 Palazzetto dello Sport, Scandicci | Savino Del Bene | 3 - 1 | Roma Club             | 25-19, 23-25, 25-22, 25-18        |
| 24ª giornata - 19 marzo 2022 Palazzo dello Sport, Roma         | Roma Club       | 2 - 3 | UYBA                  | 19-25, 16-25, 25-22, 26-24, 12-15 |
| 25ª giornata - 27 marzo 2022 Palazzo dello Sport, Roma         | Roma Club       | 0 - 3 | Trentino Rosa         | 15-25, 21-25, 16-25               |
| 26ª giornata - 2 aprile 2022 PalaCarneroli, Urbino             | Megavolley      | 2 - 3 | Roma Club             | 23-25, 25-19, 25-18, 19-25, 12-15 |

## Statistiche

### Statistiche di squadra
| Competizione | Punti | In casa | In casa | In casa | In trasferta | In trasferta | In trasferta | Totale | Totale | Totale |
| Competizione | Punti | G       | V       | P       | G            | V            | P            | G      | V      | P      |
| ------------ | ----- | ------- | ------- | ------- | ------------ | ------------ | ------------ | ------ | ------ | ------ |
| Serie A1     | 19    | 13      | 3       | 10      | 13           | 4            | 9            | 26     | 7      | 19     |
| Totale       | -     | 13      | 3       | 10      | 13           | 4            | 9            | 26     | 7      | 19     |

G = partite giocate; V = partite vinte; P = partite perse

### Statistiche dei giocatori
| Giocatore     | Serie A1 | Serie A1 | Serie A1 | Serie A1 | Serie A1 | Totale | Totale | Totale | Totale | Totale |
| Giocatore     | P        | PT       | AV       | MV       | BV       | P      | PT     | AV     | MV     | BV     |
| ------------- | -------- | -------- | -------- | -------- | -------- | ------ | ------ | ------ | ------ | ------ |
| A. Arciprete  | 20       | 103      | 81       | 8        | 14       | 20     | 103    | 81     | 8      | 14     |
| G. Avenia     | 8        | 0        | 0        | 0        | 0        | 8      | 0      | 0      | 0      | 0      |
| G. Bucci      | 5        | 0        | 0        | 0        | 0        | 5      | 0      | 0      | 0      | 0      |
| M. Bugg       | 26       | 64       | 37       | 13       | 13       | 26     | 64     | 37     | 13     | 13     |
| A. Cecconello | 26       | 176      | 127      | 41       | 8        | 26     | 176    | 127    | 41     | 8      |
| C. Decortes   | 17       | 66       | 63       | 3        | 0        | 17     | 66     | 63     | 3      | 0      |
| H. Klimec     | 26       | 396      | 344      | 39       | 13       | 26     | 396    | 344    | 39     | 13     |
| A. Pamio      | 19       | 94       | 76       | 9        | 9        | 19     | 94     | 76     | 9      | 9      |
| V. Papa       | 10       | 15       | 14       | 0        | 1        | 10     | 15     | 14     | 0      | 1      |
| D. Rabadžieva | 1        | 3        | 3        | 0        | 0        | 1      | 3      | 3      | 0      | 0      |
| S. Rebora     | 23       | 14       | 4        | 1        | 9        | 23     | 14     | 4      | 1      | 9      |
| L. Stigrot    | 26       | 374      | 348      | 15       | 11       | 26     | 374    | 348    | 15     | 11     |
| V. Trnková    | 26       | 249      | 169      | 68       | 12       | 26     | 249    | 169    | 68     | 12     |
| M. Venturi    | 26       | 0        | 0        | 0        | 0        | 26     | 0      | 0      | 0      | 0      |

P = presenze; PT = punti totali; AV = attacchi vincenti; MV = muri vincenti; BV = battute vincenti